# Ратови звезда: Епизода V — Империја узвраћа ударац
Ратови звезда — епизода V: Империја узвраћа ударац (енгл. Star Wars: Episode V – The Empire Strikes Back), оригинално назван Империја узвраћа ударац је научнофантастични филм из 1980. године, који је режирао Ирвин Кершнер, док су сценарио написали Лоренс Касдан и Ли Бракет, према причи Џорџа Лукаса. Продуциран од стране компаније Лукасфилм, ово је други снимљен филм у саги Ратови звезда, а пети по хронологији догађаја. Смештена три године након догађаја из првог филма, радња се фокусира на Галактичку Империју која лови побуњенички савез широм галаксије. Док Дарт Вејдер неуморно прогони пријатеље Лука Скајвокера − Хан Солоа, принцезу Леју и Чубаку − Лук проучава Силу под вођством џедај учитеља Јоде како би се припремио за предстојећи обрачун са Вејдером. Главне улоге тумаче Марк Хамил, Харисон Форд, Кери Фишер, Били Ди Вилијамс, Ентони Данијелс, Дејвид Прауз, Кени Бејкер, Питер Мејхју и Френк Оз.
Након успеха филма Ратови звезда, Лукас је унајмио Бракетову да напише сценарио за наставак; након њене смрти 1978. године, у целини је изложио сагу Ратови звезда и сам написао следећи нацрт, пре него што је ангажовао Касдана. Лукас је одлучио да не режира филм због својих обавеза у компанији Industrial Light & Magic и због финансирања, а дужност је пренео на Кершнера, свог бившег професора. Сниман од марта до септембра 1979. године, филм се суочио се са тешком продукцијом која је укључивала повреде глумаца, смрт сценаристкиње Ли Бракет, пожар на сету и новчане казне Америчког савеза писаца и режисера. Почетни буџет износио је 18 милиона долара, али се до завршетка производње повећао на 33 милиона, што га је учинило једним од најскупљих филмова икада снимљених у то време.
Филм је премијерно приказан 17. маја 1980. у Вашингтону, док је у америчким биоскопима реализован 21. маја исте године. Зарадио је преко 440 милиона долара, што га је учинило најуспешнијим филмом те године. Иако је првобитно добио помешане критике од стране критичара, данас се сматра најбољим филмом у серијалу Ратови звезда, као и једним од најбољих филмова свих времена. Филм је зарадио преко 550 милиона долара широм света током свог првобитног приказивања и неколико ре-реализација. Године 2010, америчка Конгресна библиотека га је одабрала за чување у Националном регистру филмова, као „културно, историјски и естетски значајан”.
Филм је имао значајан утицај на филмско стваралаштво и популарну културу, сматрајући се ретким примером наставка који је превазишао оригинал. Врхунац у којем Вејдер открива Луку да му је отац често се наводи као један од највећих заплета у историји филма. Наставак, Повратак џедаја, премијерно је приказан 1983. године. Ова два остварења, уз оригинални филм Ратове звезда, чине оригиналну трилогију Ратови звезда.

## Радња
Три године након уништења Звезде смрти, Галактичка Империја прогнала је побуњенички савез из њихове бивше базе на Јавину. Принцеза Леја предводи побуњенике (међу којима су Хан Соло и Лук Скајвокер) на новој бази на леденој планети Хот. Лук одлази да истражи пали метеор у близини кампа за којег се испоставља да је заправо дроид послан од стране Дарт Вејдера, али га ускоро напада крзнато чудовиште. Док га је Хан тражио, Лук се ослободио из пећине где живи то чудовиште уз помоћ своје светлосне сабље и ускоро се суочио са наглим падом температуре. У том тренутку привиђа му се његов стари учитељ Оби-Ван Кеноби који му говори да треба да оде у Дагоба систем где ће га обучавати џедај учитељ Јода. Ускоро Лука проналази Хан који искориштава топлину мртвог таунтауна као склониште и враћа га у камп на опоравак.
У међувремену империјална флота добија информацију о новој локацији побуњеничке базе коју убрзо успешно напада уз помоћ огромних Снегохотки. Хан и Леја успевају да побегну до Миленијумског Сокола заједно са Ц-3ПО-ом и Чубаком, али се њихов брод убрзо покварио. Тад су се сакрили у пољу астероида где се Хан и Леја заљубљују. Вејдер позива неколико ловаца на главе укључујући и познатог Боба Фета који ће му помоћи да пронађе Сокола. Лук је са планете Хот отишао заједно са Р2-Д2-ом у свом броду и ускоро се срушио на планету Дагоба. Тамо упознаје маленог Јоду који прихвата Лука за свог ученика након разговора са духом Оби-Вана. Током Луковог тренинга, Јода га шаље у пећину у којој је снажно присутна мрачна страна Силе. Лук у њој доживљава визију током које се бори са Дарт Вејдером којем одсече главу. Међутим, након што погледа у сломљену Вејдерову маску, Лук види своје властито лице унутар ње. Током једног од интензивнијих тренинга са Јодом, Лук предосети да су Хан и Леја у опасности и противно Јодиним упозорењима он одлази како би покушао да спаси своје пријатеље.
За то време се Хан (кога прати Боба Фет) упућује према Граду у облацима, рударској колонији смештеној на небу планете Беспин којом управља Ханов стари пријатељ Лендо Калризијан. Недуго након њиховог доласка, Лендо их одводи у просторију у којој се налазе Вејдер и Боба Фет. Противно Лендовим приговорима, Вејдер Хана и Леју користи као мамац и мучи Хана како би натерао Лука да дође. Он такође договара предају Хана Боба Фету који се нада да ће добити пуно новца од Џабе Хата који је расписао награду за Хана, услед огромних дугова које је он имао према њему. Вејдер намерава да намами Лука у просторију где ће га замрзнути, а упркос Боба Фетовим протестима који се прибојава да би га замрзавање могло убити, он бира Хана као заморца за процес замрзавања. Леја у том тренутку признаје своју љубав према Хану, након чега он бива замрзнут у великом блоку карбона. Ипак преживљава процес па га Вејдер даје Боба Фету који након тога креће према планети Татуин. Иако је у почетку обећао да ће оставити Чубаку и Леју код Ленда, Вејдер крши и тај договор и наређује да њих двоје крену са њим. Лендо, којег је до тог тренутка гризла савест због свега што је учинио против свог старог пријатеља Хана, ослобађа Леју и остале и сви заједно очајнички покушају да спасу Хана од Боба Фета; међутим, група стиже прекасно на платформу са које је он већ одлетео. Након тога сви заједно укрцавају се на Миленијумског Сокола и беже.
У међувремену Лук стиже у Град на облацима и упада у Вејдерову замку. Лук и Вејдер започињу борбу светлосним сабљама током које Вејдер одсече Лукову десну руку и на тај га начин разоружава, па му у том тренутку признаје да је он прави Луков отац, супротно Оби-Вановим тврдњама да је Вејдер убио његовог оца. Ужаснут овим открићем, Лук одбија Вејдерову понуду да му се придружи, па се баца у отворено окно изнад којег су се до тада борили. Уз помоћ својих телепатских моћи, он позива Леју која осети његов позив у помоћ и која наговара Ленда да се врате по Лука. Р2-Д2 поправља Соколов погон па они на тај начин успевају да побегну.
Лук од медицинског особља добија механичку руку, а Лендо и Чубака са Соколом крећу према планети на којој се налазе Џаба и Боба Фет како би покушали да спасу Хана. Лук, Леја, Р2-Д2 и Ц-3ПО гледају за њиховим бродом очекујући нове информације од Ленда и Чубаке.

## Улоге
| Глумац                              | Улога                     |
| ----------------------------------- | ------------------------- |
| Марк Хамил                          | Лук Скајвокер             |
| Харисон Форд                        | Хан Соло                  |
| Кери Фишер                          | принцеза Леја Органа      |
| Питер Мејхју                        | Чубака                    |
| Дејвид Прауз Џејмс Ерл Џоунс (глас) | Дарт Вејдер               |
| Френк Оз                            | Јода                      |
| Били Ди Вилијамс                    | Лендо Калризијан          |
| Ентони Данијелс                     | Ц-3ПО                     |
| Алек Гинис                          | Оби-Ван Кеноби            |
| Кени Бејкер                         | Р2-Д2                     |
| Џереми Булок                        | Боба Фет                  |
| Џулијан Главер                      | генерал Максимилијан Вирс |
| Џон Раценбергер                     | мајор Брен Дерлин         |

## Филмска екипа
- редитељ: Ирвин Кершнер
- сценарио: Ли Бракет, Лоренс Касдан по идеји Џорџа Лукаса
- композитор: Џон Вилијамс
- сниматељ: Питер Сушицки
- костимограф: Џон Моло
- продуцент: Гари Керц
- извршни продуцент: Џорџ Лукас
- дизајнер продукције: Норман Рејнолдс
- монтажер: Пол Херш